# 魯格雷達

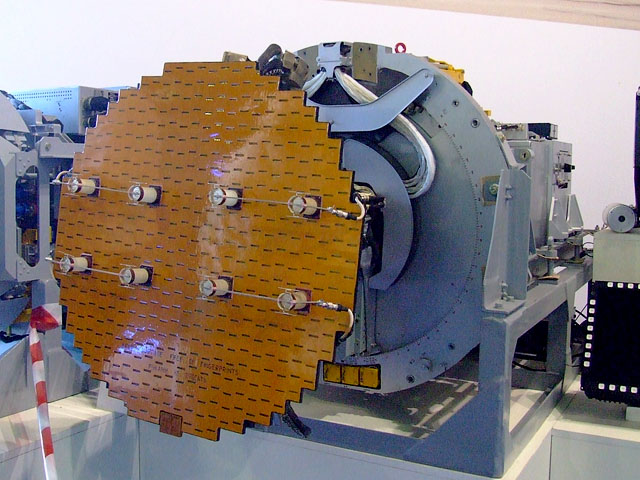
魯格雷達

魯格雷達（Zhuk radar）是蘇聯一種飛機用的相位陣列雷達系列，用於比較新款的米格-29、米格-35和蘇愷系列戰鬥飛機，多種改型亦有外銷多國。
魯格系列屬於X波段相位陣列雷達，有空對空和空對地雙模式，有軌跡追蹤功能，能發射R-77 和R-27 飛彈，也能指揮機砲自動開火，對地模式能發射Kh-29反艦飛彈和Kh-31反輻射飛彈。

## 型號
- Zhuk：原始型，用於1987年起生產的升級版米格-29。
- Zhuk-8-II：外銷型，用於歼-8II。
- Zhemchoug（及改進版Zhuk-10PD）：外銷型，曾擬用於歼-10A，但最後未有採用。
- Zhuk-27：用於苏-27。
- Zhuk-M (外銷  Zhuk-ME)：用於後期生產的米格-29（包括印度下訂的同款戰機）。
- Zhuk-MS (外銷  Zhuk-MSE)：用於後期生產的苏-27，以及苏-30MKK。
- Zhuk-F
- Zhuk-MF (外銷 Zhuk-MFE)
- Zhuk-MFS (外銷  Zhuk-MFSE)
- Zhuk-A (外銷  Zhuk-AE)